# Jeremy Theobald
Jeremy Theobald est un acteur britannique.

## Biographie
Jeremy Theobald est surtout connu pour son interprétation de Bill, le personnage principal de Following, le premier film de Christopher Nolan sorti en 1998, et sur lequel Theobald est également producteur,,. Le tournage est programmé autour de leurs emplois de jour. Jonathan Romney, écrivant pour le New Statesman, note que « Nolan et ses acteurs sont des trouvailles formidables : Je n'ai pas l'habitude de dire cela à des artistes en difficulté, mais ils devraient peut-être abandonner leur travail de jour ».
Theobald est également apparu dans Larceny, un court-métrage tourné par Nolan alors qu'il faisait partie de la UCLU Film Society, et Doodlebug, un autre court-métrage de Nolan. Theobald tient également un petit rôle en tant que technicien de la Commission des eaux de l'ancien Gotham dans le long métrage de Nolan Batman Begins,. Comme beaucoup d'acteurs britanniques, il a eu un rôle dans un épisode de l'émission The Bill sur ITV.

## Filmographie
Sauf indication contraire, les informations mentionnées dans cette section peuvent être confirmées par la base de données cinématographiques IMDb,  présente dans la section « Liens externes ».
- 1998 : Following, le suiveur (Following) de Christopher Nolan : Bill (aussi producteur)
- 2005 : Batman Begins de Christopher Nolan : technicien de la Commission des eaux de l'ancien Gotham
- 2018 : Convergence de Steve Johnson : Martin (aussi producteur)
- 2020 : Tenet de Christopher Nolan : Steward